# Haus der Europäischen Urbanistik

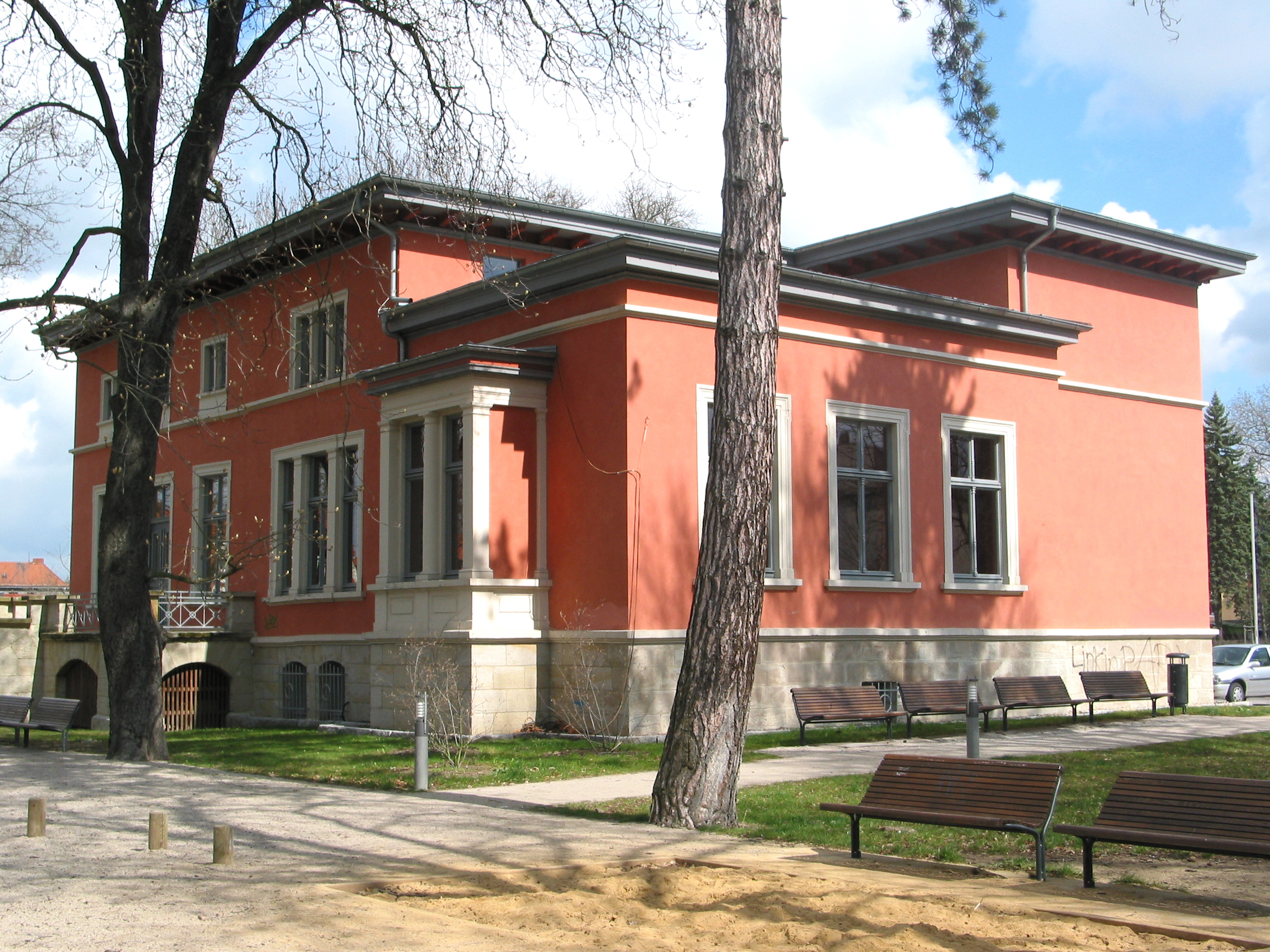
Institut für Europäische Urbanistik

## Beschreibung des Gebäudes
Das Haus der Europäischen Urbanistik bzw. das Institut für Europäische Urbanistik (IfEU) der Bauhaus-Universität Weimar in einem Kastanienwäldchen Gebäude in der Albrecht-Dürer-Straße 2 in Weimar wurde 1896 fertiggestellt und war ursprünglich ein Offizierskasino der benachbarten Streichhan-Kaserne. Der schlichte zweigeschossige italienisch anmutende Villenbau wurde nach seiner Sanierung durch die Landesentwicklungsgesellschaft ab 1999 als Informations- und Veranstaltungszentrum für das Projekt „neues bauen am horn“ genutzt. Seit 1999 ist hier der Studiengang „Europäische Urbanistik“ beheimatet. Die Albrecht-Dürer-Straße hat seit 1946 ihren Namen. Zuvor hieß sie ab 1895 Kasernenstraße, ab 1936 Mackensenstraße, benannt nach dem Feldmarschall August von Mackensen.
Das Gebäude steht auf der Liste der Kulturdenkmale in Weimar (Einzeldenkmale).

## StudiengangEuropäische Urbanistik
Europäische Urbanistik ist seit 1999 ein Studiengang an der Bauhaus-Universität, mit dem auf dynamische Transformationsprozesse in der urbanen Entwicklung von Siedlungsräumen zu Beginn des 21. Jahrhunderts reagiert wird. Klimakrise, Rohstoffknappheit, Energiekosten und damit Fragen der Energieeffizienz gaben hierzu wichtige Impulse. Im Jahre 2002 startete der Promotionsstudiengang „Europäische Urbanistik“ und 2006 erfolgte hier die erste Promotion. Es gibt auch einen Verein Absolventen und Freunde der Europäischen Urbanistik der Bauhaus-Universität Weimar (AFEU) e.V.